# 커다란 노트
커다란 노트(A nagy fuzet, The Notebook)는 프랑스에서 제작된 야노스 자즈 감독의 2013년 드라마, 전쟁 영화이다. 안드라스 게먼트 등이 주연으로 출연하였고 샌더 소스 등이 제작에 참여하였다.

## 출연

### 주연
- 안드라스 게먼트
- 라슬로 게먼트
- 피로스카 몰너

### 조연
- 기욘기베르 보그너
- 율리히 톰센
- 오르소냐 토스
- 야노스 데르즈시
- 피터 안도레이
- 미클로 제케리 B.
- 울리히 마트데스
- 다이아나 키스

## 제작진
- 원작자: 아고타 크리스토프